# 鳥取県歯科医師会
一般社団法人鳥取県歯科医師会（とっとりけんしかいしかい 英称 Tottori Dental Association）は、鳥取県の歯科医師を会員とする一般社団法人。

## 本部所在地
- 〒680-0841 鳥取県鳥取市吉方温泉3丁目751-5

## 郡市歯科医師会
- 東部歯科医師会 〒680-0845 鳥取市富安2丁目84番地
- 中部歯科医師会 〒682-0802 倉吉市東巌城町68番地
- 西部歯科医師会 〒683-0853 米子市両三柳104-1